# Кристиане Нюслайн-Фолхард
 Кристиане Нюслайн-Фолхард (на немски: Christiane Nüsslein-Volhard) е германска биохимичка, носителка на Нобелова награда за физиология или медицина.

## Биография
Кристиане е родена на 20 октомври 1942 г. и е второто от петте деца. Майка ѝ е детска учителка, а баща ѝ – архитект. Завършва девическа гимназия през 1962 г. Учи биология, физика и биохимия във Франкфурт и Тюбинген, доктор на природните науки от 1973 г. Кристиане е постдокторант в Базел и Фрайбург, работила е в Европейската лаборатория за молекулярна биология и в други научни институции.
Забележително нейно откритие са гените, които влияят на развитието на животните и хората. За своите заслуги е отличена с наградата „Лайбниц“ на Германското научноизследователско дружество и наградата за медицински изследвания „Алберт Ласкер“.
Член е на Британското кралско научно дружество и на Европейския съвет за научни изследвания.
През 1995 г. е удостоена с Нобелова награда.